# Poronkäristys
Poronkäristys je původem laponské jídlo ze sobího roštěnce nebo kýty, tmavého a nízkotučného masa. Jde o sobí dušené maso, případně sobí šleh nebo ragú.
Nejprve se sobí maso nakrájí na tenké proužky. Jde to snadněji, když je maso velmi studené. Maso se pak dusí na tuku, tradičně sobím sádle, ale dnes se využívá i máslo nebo rostlinné tuky. Je možno přidat nakrájenou cibulku. Ochucuje se pepřem a solí. Podlévá se vodou, smetanou nebo pivem.
Tradičně se podává s bramborovou kaší a brusinkami, buď čerstvými, nebo rozšlehanými s cukrem, případně nakládanými okurkami.